# Ifa Y Xangô
Ifa y Xangô  werd in 2010 opgericht als jazz-septet. In 2011 won de band de Jong Jazztalent Gent wedstrijd. De band werd opgericht door conservatoriumstudenten.
Debuutalbum Abraham werd in 2012 uitgebracht. Het album werd in 2013 genomineerd als 'Best debut album' door het New Yorkse jazzmaandblad The New York City Jazz Record.
Voor het tweede album Twice left handed // shavings  werd de groep uitgebreid met drie nieuwe muzikanten met name Bert Cools (gitaar) Ruben Machtelinckx(gitaar) en João Lobo (drums). Tevens veranderde de groepssound, die nu ook elementen bevat uit elektronische muziek, trance en musique concrète.
Laurens Smet, Viktor Perdieus en Seppe Gebruers spelen ook bij Bambi Pang Pang., een gelegenheidsjazzband die in het kader van een coachingproject opgezet door Jazz Middelheim mochten samenspelen met de bekende New Yorkse free jazz drummer Andrew Cyrille. In 2015 verscheen het album Drop your plans dat door krant De Standaard werd uitgeroepen tot een van de beste albums van de week.

## Discografie
- Abraham
- Twice left handed // shavings (2015 El Negocito Records)